# 신방초등학교 (충남)
신방초등학교는 대한민국 충청남도 천안시 서북구에 있는 공립 초등학교이다.

## 학교 연혁
- 1967년 9월 25일: 개교
- 2020년 1월 7일: 제53회 졸업

## 참고 자료
- 신방초등학교 - 한국교육학술정보원 학교알리미